# Италия на зимних Олимпийских играх 2010
Италия на зимних Олимпийских играх 2010 года в Ванкувере была представлена 109 спортсменами (60 мужчин и 49 женщин) в 5 видах спорта.
Знаменосцем сборной Италии на церемонии открытия был двукратный чемпион Турина-2006 37-летний лыжник Джорджо Ди Чента.
Итальянцы сумели выиграть всего 5 медалей — одно золото, одно серебро и три бронзы. Это худший результат сборной с 1980 года, когда на Играх в Лейк-Плэсиде итальянцы ограничились 2 серебряными наградами.

## Медалисты
| Золото  |                       |                                                   |            |
| №       | Спортсмены            | Вид спорта (дисциплина)                           | Дата       |
| 1       | Джулиано Раццоли      | Горнолыжный спорт (слалом, мужчины)               | 27 февраля |
| Серебро |                       |                                                   |            |
| №       | Спортсмены            | Вид спорта (дисциплина)                           | Дата       |
| 1       | Пьетро Пиллер Коттрер | Лыжные гонки (15 км классическим стилем, мужчины) | 15 февраля |
| Бронза  |                       |                                                   |            |
| №       | Спортсмены            | Вид спорта (дисциплина)                           | Дата       |
| 1       | Алессандро Питтин     | Лыжное двоеборье (нормальный трамплин/10 км)      | 14 февраля |
| 2       | Армин Цоггелер        | Санный спорт (одиночки, мужчины)                  | 14 февраля |
| 3       | Арианна Фонтана       | Шорт-трек (500 метров, женщины)                   | 18 февраля |

## Результаты соревнований

### Биатлон
Мужчины
| Соревнование         | Спортсмены                                                   | Стрельба    | Результат | Место |
| -------------------- | ------------------------------------------------------------ | ----------- | --------- | ----- |
| Спринт               | Маркус Виндиш                                                | 0+0         | 26:44,7   | 44    |
| Спринт               | Лукас Хофер                                                  | 2+2         | 27:18,3   | 56    |
| Спринт               | Маттиа Кола                                                  | 0+1         | 27:24,9   | 60    |
| Спринт               | Кристиан Де Лоренци                                          | 2+2         | 27:25,9   | 61    |
| Гонка преследования  | Маркус Виндиш                                                | 0+2+3+1     | 39:50,8   | 53    |
| Гонка преследования  | Лукас Хофер                                                  | 2+0+2+1     | 39:50,9   | 54    |
| Гонка преследования  | Маттиа Кола                                                  | 0+0+0+4     | 39:50,9   | 55    |
| Индивидуальная гонка | Маркус Виндиш                                                | 0+3+0+0     | 52:38,7   | 31    |
| Индивидуальная гонка | Кристиан Де Лоренци                                          | 1+0+2+1     | 53:03,6   | 38    |
| Индивидуальная гонка | Лукас Хофер                                                  | 0+1+1+1     | 53:23,7   | 46    |
| Индивидуальная гонка | Рене-Лоран Вюйермо                                           | 0+1+1+2     | 54:19,7   | 54    |
| Эстафета             | Кристиан Де Лоренци, Маркус Виндиш, Лукас Хофер, Маттиа Кола | 03+13+02+03 | 1:26:27,5 | 12    |

Женщины
| Соревнование         | Спортсмены                                                   | Стрельба    | Результат | Место |
| -------------------- | ------------------------------------------------------------ | ----------- | --------- | ----- |
| Спринт               | Катя Халлер                                                  | 0+1         | 21:51,0   | 38    |
| Спринт               | Микела Понца                                                 | 1+1         | 21:55,7   | 43    |
| Спринт               | Карин Оберхофер                                              | 1+2         | 22:08,9   | 47    |
| Спринт               | Роберта Фиандино                                             | 3+1         | 23:11,6   | 73    |
| Гонка преследования  | Микела Понца                                                 | 0+1+0+0     | 36:11,9   | 50    |
| Гонка преследования  | Катя Халлер                                                  | 1+2+2+0     | 36:20,9   | 51    |
| Гонка преследования  | Карин Оберхофер                                              | 2+3+1+0     | 36:40,3   | 53    |
| Индивидуальная гонка | Катя Халлер                                                  | 0+0+0+0     | 43:12,4   | 18    |
| Индивидуальная гонка | Микела Понца                                                 | 0+0+0+1     | 43:54,4   | 27    |
| Индивидуальная гонка | Карин Оберхофер                                              | 0+1+2+4     | 49:18,6   | 75    |
| Индивидуальная гонка | Криста Ператонер                                             | 1+1+1+2     | 50:23,3   | 79    |
| Эстафета             | Микела Понца, Катя Халлер, Карин Оберхофер, Роберта Фиандино | 02+00+02+04 | 1:12:54,2 | 11    |

### Бобслей

#### Бобслей
Мужчины
| Соревнование | Спортсмены                                                         | 1 заезд   | 1 заезд | 2 заезд   | 2 заезд | 3 заезд   | 3 заезд | 4 заезд   | 4 заезд | Итоговый результат | Итоговое место |
| Соревнование | Спортсмены                                                         | Результат | Место   | Результат | Место   | Результат | Место   | Результат | Место   | Итоговый результат | Итоговое место |
| ------------ | ------------------------------------------------------------------ | --------- | ------- | --------- | ------- | --------- | ------- | --------- | ------- | ------------------ | -------------- |
| Двойки       | Фабрицио Тосини, Серджио Рива                                      | 52,84     | 19      | 52,83     | 15      | 52,34     | 13      | 52,65     | 18      | 3:30,66            | 17             |
| Двойки       | Симоне Бертаццо, Самуэле Романини                                  | 52,33     | 13      | 52,88     | 18      | DSQ       | —       | —         | —       | DSQ                | —              |
| Четвёрки     | Симоне Бертаццо, Данило Сантарсьеро, Самуэле Романини, Мирко Турри | 51,57     | 13      | 51,38     | 8       | 51,62     | 6       | 51,68     | 7       | 3:26,25            | 9              |

Женщины
| Соревнование | Спортсмены                           | 1 заезд   | 1 заезд | 2 заезд   | 2 заезд | 3 заезд   | 3 заезд | 4 заезд   | 4 заезд | Итоговый результат | Итоговое место |
| Соревнование | Спортсмены                           | Результат | Место   | Результат | Место   | Результат | Место   | Результат | Место   | Итоговый результат | Итоговое место |
| ------------ | ------------------------------------ | --------- | ------- | --------- | ------- | --------- | ------- | --------- | ------- | ------------------ | -------------- |
| Двойки       | Джессика Джиллардуцци, Лаура Курьоне | 54,15     | 12      | 54,37     | 14      | 54,40     | 13      | 54,11     | 13      | 3:37,03            | 13             |

#### Скелетон
| Соревнование | Спортсмены          | 1 заезд   | 1 заезд | 2 заезд   | 2 заезд | 3 заезд   | 3 заезд | 4 заезд   | 4 заезд | Итоговый результат | Итоговое место |
| Соревнование | Спортсмены          | Результат | Место   | Результат | Место   | Результат | Место   | Результат | Место   | Итоговый результат | Итоговое место |
| ------------ | ------------------- | --------- | ------- | --------- | ------- | --------- | ------- | --------- | ------- | ------------------ | -------------- |
| Мужчины      | Никола Дрокко       | 55,77     | 28      | 54,60     | 26      | 54,97     | 26      |           |         | 2:45,34            | 26             |
| Женщины      | Костанца Дзанолетти | 55,48     | 15      | 55,63     | 16      | 55,38     | 16      | 55,31     | 17      | 3:41,80            | 15             |

### Коньковые виды спорта

#### Конькобежный спорт
Мужчины
Индивидуальные гонки
| Соревнование | Спортсмены       | 1 попытка | 1 попытка | 2 попытка | 2 попытка | Результат | Место |
| Соревнование | Спортсмены       | Результат | Место     | Результат | Место     | Результат | Место |
| ------------ | ---------------- | --------- | --------- | --------- | --------- | --------- | ----- |
| 500 метров   | Эрманно Йориатти | 35,95     | 29        | 35,842    | 24        | 71,79     | 24    |
| 1000 метров  | Маттео Анези     |           |           |           |           | 1:11,51   | 30    |
| 1000 метров  | Эрманно Йориатти |           |           |           |           | 1:12,15   | 33    |
| 1500 метров  | Энрико Фабрис    |           |           |           |           | 1:47,02   | 10    |
| 1500 метров  | Маттео Анези     |           |           |           |           | 1:47,34   | 12    |
| 5000 метров  | Энрико Фабрис    |           |           |           |           | 6:20,53   | 7     |
| 5000 метров  | Лука Стефани     |           |           |           |           | 6:41,75   | 25    |

Командная гонка
| Соревнование    | Спортсмены                                | Четвертьфинал               | Полуфинал          | Финал    | Финал                                 | Место |
| Соревнование    | Спортсмены                                | Соперник Результат          | Соперник Результат | Название | Соперник Результат                    | Место |
| --------------- | ----------------------------------------- | --------------------------- | ------------------ | -------- | ------------------------------------- | ----- |
| Командная гонка | Маттео Анези, Энрико Фабрис, Лука Стефани | Канада · проиграли; 3:46,35 |                    | C        | Республика Корея · проиграли; 3:54,39 | 6     |

Женщины
Индивидуальные гонки
| Соревнование | Спортсмены      | 1 попытка | 1 попытка | 2 попытка | 2 попытка | Результат | Место |
| Соревнование | Спортсмены      | Результат | Место     | Результат | Место     | Результат | Место |
| ------------ | --------------- | --------- | --------- | --------- | --------- | --------- | ----- |
| 500 метров   | Кьяра Симьонато | 39,48     | 28        | 39,285    | 24        | 78,76     | 25    |
| 1000 метров  | Кьяра Симьонато |           |           |           |           | 1:18,02   | 19    |
| 1500 метров  | Кьяра Симьонато |           |           |           |           | 2:02,38   | 27    |

#### Фигурное катание
| Соревнование              | Спортсмены                        | Обязательный танец | Обязательный танец | Короткая программа/ оригинальный танец | Короткая программа/ оригинальный танец | Произвольная программа/ произвольный танец | Произвольная программа/ произвольный танец | Всего     | Всего |
| Соревнование              | Спортсмены                        | Результат          | Место              | Результат                              | Место                                  | Результат                                  | Место                                      | Результат | Место |
| ------------------------- | --------------------------------- | ------------------ | ------------------ | -------------------------------------- | -------------------------------------- | ------------------------------------------ | ------------------------------------------ | --------- | ----- |
| Мужское одиночное катание | Самуэль Контести                  |                    |                    | 70,60                                  | 14                                     | 116,90                                     | 19                                         | 187,50    | 18    |
| Мужское одиночное катание | Паоло Баккини                     |                    |                    | 64,42                                  | 20                                     | 112,79                                     | 22                                         | 177,21    | 20    |
| Женское одиночное катание | Каролина Костнер                  |                    |                    | 63,02                                  | 7                                      | 88,88                                      | 19                                         | 151,90    | 16    |
| Парное катание            | Николь Делла Моника / Янник Кокон |                    |                    | 56,82                                  | 11                                     | 104,78                                     | 13                                         | 161,60    | 12    |
| Танцы на льду             | Федерика Фаелла / Массимо Скали   | 39,88              | 5                  | 60,18                                  | 5                                      | 99,11                                      | 5                                          | 199,17    | 5     |
| Танцы на льду             | Анна Каппеллини / Лука Ланотте    | 33,13              | 12                 | 51,45                                  | 12                                     | 82,74                                      | 15                                         | 167,32    | 12    |

#### Шорт-трек
Мужчины
| Соревнование | Спортсмены                                                      | Отборочный раунд | Отборочный раунд | Четвертьфинал | Четвертьфинал | Полуфинал | Полуфинал | Финал     | Финал     | Финал     | Итоговое место |
| Соревнование | Спортсмены                                                      | Результат        | Место            | Результат     | Место         | Результат | Место     | Название  | Результат | Место     | Итоговое место |
| ------------ | --------------------------------------------------------------- | ---------------- | ---------------- | ------------- | ------------- | --------- | --------- | --------- | --------- | --------- | -------------- |
| 500 метров   | Никола Родигари                                                 | 42,190           | 3                | не прошёл     | не прошёл     | не прошёл | не прошёл | не прошёл | не прошёл | не прошёл | 19             |
| 500 метров   | Николас Бин                                                     | 42,344           | 3                | не прошёл     | не прошёл     | не прошёл | не прошёл | не прошёл | не прошёл | не прошёл | 20             |
| 500 метров   | Юрий Конфортола                                                 | 1:17,401         | 4                | не прошёл     | не прошёл     | не прошёл | не прошёл | не прошёл | не прошёл | не прошёл | 30             |
| 1000 метров  | Юрий Конфортола                                                 | 1:27,073         | 1                | 1:24,788      | 3             | не прошёл | не прошёл | не прошёл | не прошёл | не прошёл | 9              |
| 1000 метров  | Николас Бин                                                     | 1:26,781         | 2                | 1:25,827      | 3             | не прошёл | не прошёл | не прошёл | не прошёл | не прошёл | 12             |
| 1000 метров  | Никола Родигари                                                 | 1:41,117 ADV     | 3                | DSQ           | —             | не прошёл | не прошёл | не прошёл | не прошёл | не прошёл | 17             |
| 1500 метров  | Никола Родигари                                                 |                  |                  | 2:12,609      | 3             | 2:11,402  | 4         | B         | 2:18,422  | 2         | 8              |
| 1500 метров  | Юрий Конфортола                                                 |                  |                  | 2:14,584      | 1             | 2:13,645  | 3         | B         | DSQ       | —         | 13             |
| 1500 метров  | Николас Бин                                                     |                  |                  | 2:17,089      | 4             | не прошёл | не прошёл | не прошёл | не прошёл | не прошёл | 26             |
| Эстафета     | Николас Бин, Юрий Конфортола, Клаудио Рональди, Никола Родигари |                  |                  |               |               | DSQ       | —         | не прошли | не прошли | не прошли | 8              |

Женщины
| Соревнование | Спортсмены                                                                     | Отборочный раунд | Отборочный раунд | Четвертьфинал | Четвертьфинал | Полуфинал | Полуфинал | Финал     | Финал     | Финал     | Итоговое место |
| Соревнование | Спортсмены                                                                     | Результат        | Место            | Результат     | Место         | Результат | Место     | Название  | Результат | Место     | Итоговое место |
| ------------ | ------------------------------------------------------------------------------ | ---------------- | ---------------- | ------------- | ------------- | --------- | --------- | --------- | --------- | --------- | -------------- |
| 500 метров   | Арианна Фонтана                                                                | 44,482           | 1                | 44,257        | 2             | 43,991    | 2         | A         | 43,804    | 3         | 3              |
| 500 метров   | Чечилия Маффей                                                                 | 44,948           | 3                | не прошла     | не прошла     | не прошла | не прошла | не прошла | не прошла | не прошла | 22             |
| 500 метров   | Мартина Вальчепина                                                             | 1:08,173         | 4                | не прошла     | не прошла     | не прошла | не прошла | не прошла | не прошла | не прошла | 31             |
| 1000 метров  | Арианна Фонтана                                                                | 1:32,640         | 2                | 1:32,472      | 3             | не прошла | не прошла | не прошла | не прошла | не прошла | 12             |
| 1000 метров  | Чечилия Маффей                                                                 | 1:32,615         | 3                | не прошла     | не прошла     | не прошла | не прошла | не прошла | не прошла | не прошла | 21             |
| 1500 метров  | Арианна Фонтана                                                                |                  |                  | 2:27,120      | 1             | 2:21,522  | 3         | B         | 2:42,801  | 1         | 9              |
| 1500 метров  | Чечилия Маффей                                                                 |                  |                  | 2:24,931      | 5             | не прошла | не прошла | не прошла | не прошла | не прошла | 26             |
| 1500 метров  | Катя Дзини                                                                     |                  |                  | 2:30,606      | 6             | не прошла | не прошла | не прошла | не прошла | не прошла | 31             |
| Эстафета     | Арианна Фонтана, Чечилия Маффей, Мартина Вальчепина, Катя Дзини, Люсия Перетти |                  |                  |               |               | 4:23,950  | 4         | B         | 4:18,559  | 3         | 6              |

### Лыжные виды спорта

#### Горнолыжный спорт
Мужчины
| Соревнование      | Спортсмены            | Скоростной спуск/ 1 спуск | Слалом/ 2 спуск | Всего   | Место |
| ----------------- | --------------------- | ------------------------- | --------------- | ------- | ----- |
| Скоростной спуск  | Вернер Хель           |                           |                 | 1:55,19 | 12    |
| Скоростной спуск  | Петер Филл            |                           |                 | 1:55,29 | 15    |
| Скоростной спуск  | Кристоф Иннерхофер    |                           |                 | 1:55,58 | 19    |
| Скоростной спуск  | Патрик Штаудахер      |                           |                 | 1:57,21 | 35    |
| Суперкомбинация   | Кристоф Иннерхофер    | 1:54,55                   | 51,90           | 2:46,45 | 8     |
| Суперкомбинация   | Доминик Парис         | 1:53,54                   | 54,45           | 2:47,99 | 13    |
| Суперкомбинация   | Петер Филл            | 1:54,15                   | DNF             | —       | —     |
| Суперкомбинация   | Манфред Мёльгг        | 1:58,29                   | DNF             | —       | —     |
| Супергигант       | Вернер Хель           |                           |                 | 1:30,67 | 4     |
| Супергигант       | Кристоф Иннерхофер    |                           |                 | 1:30,73 | 6     |
| Супергигант       | Патрик Штаудахер      |                           |                 | 1:30,74 | 7     |
| Супергигант       | Петер Филл            |                           |                 | DNF     | —     |
| Гигантский слалом | Массимилиано Блардоне | 1:17,47                   | 1:21,88         | 2:39,35 | 11    |
| Гигантский слалом | Александер Плонер     | 1:18,67                   | 1:21,10         | 2:39,77 | 18    |
| Гигантский слалом | Давиде Симончелли     | 1:18,52                   | 1:21,44         | 2:39,96 | 19    |
| Гигантский слалом | Манфред Мёльгг        | 1:18,94                   | 1:21,57         | 2:40,51 | 22    |
| Слалом            | Джулиано Раццоли      | 47,79                     | 51,53           | 1:39,32 | 1     |
| Слалом            | Манфред Мёльгг        | 48,64                     | 51,81           | 1:40,45 | 7     |
| Слалом            | Патрик Талер          | 50,13                     | DNF             | —       | —     |
| Слалом            | Кристиан Девилле      | DNF                       | —               | —       | —     |

Женщины
| Соревнование      | Спортсмены        | Скоростной спуск/ 1 спуск | Слалом/ 2 спуск | Всего   | Место |
| ----------------- | ----------------- | ------------------------- | --------------- | ------- | ----- |
| Скоростной спуск  | Лючия Реккья      |                           |                 | 1:46,50 | 9     |
| Скоростной спуск  | Йоханна Шнарф     |                           |                 | 1:48,77 | 22    |
| Скоростной спуск  | Даниэла Меригетти |                           |                 | DNF     | —     |
| Скоростной спуск  | Элена Фанкини     |                           |                 | DNF     | —     |
| Суперкомбинация   | Йоханна Шнарф     | 1:25,72                   | 45,67           | 2:11,29 | 8     |
| Суперкомбинация   | Даниэла Меригетти | DNF                       | —               | —       | —     |
| Супергигант       | Йоханна Шнарф     |                           |                 | 1:20,99 | 4     |
| Супергигант       | Лючия Реккья      |                           |                 | 1:21,43 | 7     |
| Супергигант       | Элена Фанкини     |                           |                 | 1:22,17 | 14    |
| Супергигант       | Даниэла Меригетти |                           |                 | DNF     | —     |
| Гигантский слалом | Мануэла Мёльгг    | 1:15,79                   | 1:12,87         | 2:28,66 | 17    |
| Гигантский слалом | Федерика Бриньоне | 1:17,01                   | 1:11,67         | 2:28,68 | 18    |
| Гигантский слалом | Николь Джус       | 1:17,16                   | 1:11,71         | 2:28,87 | 20    |
| Гигантский слалом | Дениз Карбон      | 1:18,22                   | 1:11,15         | 2:29,37 | 23    |
| Слалом            | Николь Джус       | 51,71                     | 53,30           | 1:45,01 | 8     |
| Слалом            | Мануэла Мёльгг    | 53,09                     | 52,22           | 1:45,31 | 11    |
| Слалом            | Дениз Карбон      | 53,44                     | 52,50           | 1:45,94 | 18    |
| Слалом            | Кьяра Костацца    | 53,18                     | DNF             | —       | —     |

#### Лыжное двоеборье
| Соревнование        | Спортсмены                                                            | Прыжки с трамплина | Прыжки с трамплина | Лыжная гонка | Лыжная гонка | Место |
| Соревнование        | Спортсмены                                                            | Результат          | Место              | Гандикап     | Результат    | Место |
| ------------------- | --------------------------------------------------------------------- | ------------------ | ------------------ | ------------ | ------------ | ----- |
| Нормальный трамплин | Алессандро Питтин                                                     | 123,5              | 6                  | +0:48        | 25:47,9      | 3     |
| Нормальный трамплин | Лукас Руннгальдьер                                                    | 119,0              | 16                 | +1:06        | 26:36,7      | 16    |
| Нормальный трамплин | Джузеппе Микьелли                                                     | 107,0              | 38                 | +1:54        | 27:40,1      | 33    |
| Нормальный трамплин | Армин Бауэр                                                           | 91,5               | 44                 | +2:56        | 29:33,7      | 43    |
| Большой трамплин    | Алессандро Питтин                                                     | 108,7              | 13                 | +01:13       | 25:00,6      | 7     |
| Большой трамплин    | Лукас Руннгальдьер                                                    | 114,2              | 7                  | +00:51       | 25:40,6      | 11    |
| Большой трамплин    | Армин Бауэр                                                           | 99,8               | 23                 | +01:49       | 26:00,1      | 21    |
| Большой трамплин    | Джузеппе Микьелли                                                     | 94,0               | 27                 | +02:12       | 25:38,3      | 23    |
| Эстафета            | Алессандро Питтин, Джузеппе Микьелли, Лукас Руннгальдьер, Армин Бауэр | 402,6              | 10                 | +02:19       | 51:55,5      | 10    |

#### Лыжные гонки
Мужчины
Дистанция
| Соревнование           | Спортсмен                                                                | Результат | Место |
| ---------------------- | ------------------------------------------------------------------------ | --------- | ----- |
| 15 км свободным стилем | Пьетро Пиллер Коттрер                                                    | 34:00,9   | 2     |
| 15 км свободным стилем | Джорджо Ди Чента                                                         | 34:36,2   | 10    |
| 15 км свободным стилем | Валерио Кекки                                                            | 34:53,7   | 19    |
| 15 км свободным стилем | Томас Мориггль                                                           | 34:59,9   | 24    |
| Гонка преследования    | Джорджо Ди Чента                                                         | 1:16:05,1 | 12    |
| Гонка преследования    | Пьетро Пиллер Коттрер                                                    | 1:16:19,9 | 14    |
| Гонка преследования    | Томас Мориггль                                                           | 1:17:40,9 | 24    |
| Гонка преследования    | Давид Хофер                                                              | 1:25:02,6 | 53    |
| Масс-старт             | Джорджо Ди Чента                                                         | 2:05:49,0 | 11    |
| Масс-старт             | Пьетро Пиллер Коттрер                                                    | 2:08:21,6 | 26    |
| Масс-старт             | Валерио Кекки                                                            | 2:10:49,7 | 31    |
| Масс-старт             | Роланд Клара                                                             | 2:11:00,8 | 36    |
| Эстафета               | Валерио Кекки, Джорджо Ди Чента, Пьетро Пиллер Коттрер, Кристиан Дзордзи | 1:47:16,6 | 9     |

Спринт
| Соревнование     | Спортсмены                      | Квалификация | Квалификация | Четвертьфинал | Четвертьфинал | Полуфинал | Полуфинал | Финал     | Финал     |
| Соревнование     | Спортсмены                      | Результат    | Место        | Результат     | Место         | Результат | Место     | Результат | Место     |
| ---------------- | ------------------------------- | ------------ | ------------ | ------------- | ------------- | --------- | --------- | --------- | --------- |
| Спринт           | Ренато Пасини                   | 3:39,63      | 22           | 3:42,8        | 4             | не прошёл | не прошёл | не прошёл | не прошёл |
| Спринт           | Фабио Пасини                    | 3:40,86      | 26           | 3:35,7        | 5             | не прошёл | не прошёл | не прошёл | не прошёл |
| Спринт           | Лорис Фраснелли                 | 3:41,78      | 30           | 3:40,9        | 6             | не прошёл | не прошёл | не прошёл | не прошёл |
| Спринт           | Давид Хофер                     | 3:42,89      | 39           | не прошёл     | не прошёл     | не прошёл | не прошёл | не прошёл | не прошёл |
| Командный спринт | Кристиан Дзордзи, Ренато Пазини |              |              |               |               | 18:43,9   | 4         | 19:21,1   | 8         |

Женщины
Дистанция
| Соревнование         | Спортсмены                                                      | Результат | Место |
| -------------------- | --------------------------------------------------------------- | --------- | ----- |
| Индивидуальная гонка | Арианна Фоллис                                                  | 25:54,1   | 11    |
| Индивидуальная гонка | Сильвия Рупиль                                                  | 25:58,5   | 14    |
| Индивидуальная гонка | Сабина Вальбуса                                                 | 26:05,8   | 17    |
| Индивидуальная гонка | Марианна Лонга                                                  | 26:06,2   | 18    |
| Гонка преследования  | Марианна Лонга                                                  | 41:02,2   | 7     |
| Гонка преследования  | Арианна Фоллис                                                  | 41:21,6   | 9     |
| Гонка преследования  | Сильвия Рупиль                                                  | 42:01,6   | 16    |
| Гонка преследования  | Сабина Вальбуса                                                 | 42:19,4   | 18    |
| Масс-старт 30 км     | Марианна Лонга                                                  | 1:33:19,9 | 11    |
| Масс-старт 30 км     | Антонелла Конфортола                                            | 1:34:07,7 | 16    |
| Масс-старт 30 км     | Сабина Вальбуса                                                 | DNS       | -     |
| Эстафета             | Арианна Фоллис, Марианна Лонга, Сильвия Рупиль, Сабина Вальбуза | 56:04,9   | 4     |

Спринт
| Соревнование     | Спортсмены                    | Квалификация | Квалификация | Четвертьфинал | Четвертьфинал | Полуфинал | Полуфинал | Финал     | Финал     |
| Соревнование     | Спортсмены                    | Результат    | Место        | Результат     | Место         | Результат | Место     | Результат | Место     |
| ---------------- | ----------------------------- | ------------ | ------------ | ------------- | ------------- | --------- | --------- | --------- | --------- |
| Спринт           | Магда Дженуин                 | 3:42,18      | 4            | 3:41,9        | 1             | 3:42,2    | 2         | 3:49,1    | 5         |
| Спринт           | Карин Мородер                 | 3:53,74      | 39           | не прошла     | не прошла     | не прошла | не прошла | не прошла | не прошла |
| Спринт           | Элиса Брокард                 | 3:58,27      | 43           | не прошла     | не прошла     | не прошла | не прошла | не прошла | не прошла |
| Командный спринт | Магда Дженуин, Арианна Фоллис |              |              |               |               | 18:43,0   | 2         | 18:14,2   | 4         |

#### Прыжки на лыжах с трамплина
| Соревнование        | Спортсмены          | Квалификация | Квалификация | Финал     | Финал     | Финал     | Финал     | Финал     | Финал     |
| Соревнование        | Спортсмены          | Результат    | Место        | 1 прыжок  | 1 прыжок  | 2 прыжок  | 2 прыжок  | Всего     | Место     |
| Соревнование        | Спортсмены          | Результат    | Место        | Результат | Место     | Результат | Место     | Всего     | Место     |
| ------------------- | ------------------- | ------------ | ------------ | --------- | --------- | --------- | --------- | --------- | --------- |
| Нормальный трамплин | Себастьян Коллоредо | 113,0        | 35           | 114,0     | 28        | 115,0     | 26        | 229,0     | 29        |
| Нормальный трамплин | Андреа Морасси      | 114,0        | 32           | 106,0     | 43        | не прошёл | не прошёл | 106,0     | 43        |
| Нормальный трамплин | Роберто Делласега   | DSQ          | DSQ          | не прошёл | не прошёл | не прошёл | не прошёл | не прошёл | не прошёл |
| Большой трамплин    | Себастьян Коллоредо | 125,2        | 18           | 99,3      | 27        | 102,9     | 24        | 202,2     | 27        |
| Большой трамплин    | Андреа Морасси      | 114,3        | 29           | 59,9      | 48        | не прошёл | не прошёл | 59,9      | 48        |
| Большой трамплин    | Роберто Делласега   | 87,8         | 44           | не прошёл | не прошёл | не прошёл | не прошёл | не прошёл | не прошёл |

#### Сноуборд
Хафпайп
| Соревнование | Спортсмены         | Квалификация | Квалификация | Квалификация | Полуфинал | Полуфинал | Полуфинал | Финал     | Финал     | Финал     |
| Соревнование | Спортсмены         | 1 спуск      | 2 спуск      | Место        | 1 спуск   | 2 спуск   | Место     | 1 спуск   | 2 спуск   | Место     |
| ------------ | ------------------ | ------------ | ------------ | ------------ | --------- | --------- | --------- | --------- | --------- | --------- |
| Мужчины      | Мануэль Пьетрополи | 9,3          | 5,2          | 20           | не прошёл | не прошёл | не прошёл | не прошёл | не прошёл | не прошёл |

Бордеркросс
| Соревнование | Спортсмены        | Квалификация | Квалификация | 1/8 финала | Четвертьфинал | Полуфинал | Финал     | Место |
| Соревнование | Спортсмены        | Результат    | Место        | 1/8 финала | Четвертьфинал | Полуфинал | Финал     | Место |
| ------------ | ----------------- | ------------ | ------------ | ---------- | ------------- | --------- | --------- | ----- |
| Мужчины      | Сиефано Подзолини | 1:23,08      | 18           | 2          | 3             | не прошёл | не прошёл | 14    |
| Мужчины      | Альберто Скьявон  | 1:22,33      | 13           | 3          | не прошёл     | не прошёл | не прошёл | 21    |
| Мужчины      | Федерико Раймо    | 1:23,16      | 19           | 4          | не прошёл     | не прошёл | не прошёл | 22    |
| Мужчины      | Симоне Малуса     | 1:24,53      | 30           | 3          | не прошёл     | не прошёл | не прошёл | 30    |
| Женщины      | Раффаэлла Брутто  | 1:34,1       | 17           |            | не прошла     | не прошла | не прошла | 17    |

Параллельный гигантский слалом
| Соревнование | Спортсмены        | Квалификация | Квалификация | Квалификация | Квалификация | 1/8 финала                          | Четвертьфинал      | Полуфинал          | Финал              | Место |
| Соревнование | Спортсмены        | 1 спуск      | 2 спуск      | Всего        | Место        | Соперник Результат                  | Соперник Результат | Соперник Результат | Соперник Результат | Место |
| ------------ | ----------------- | ------------ | ------------ | ------------ | ------------ | ----------------------------------- | ------------------ | ------------------ | ------------------ | ----- |
| Мужчины      | Аарон Марк        | 39,08        | 39,28        | 1:18,36      | 13           | Беньямин Карл (AUT) проиграл; +2,27 | не прошёл          | не прошёл          | не прошёл          | 15    |
| Мужчины      | Роланд Фишналлер  | 38,80        | 40,07        | 1:18,87      | 18           | не прошёл                           | не прошёл          | не прошёл          | не прошёл          | 18    |
| Мужчины      | Мейнхард Эрлахер  | 40,22        | 39,92        | 1:20,14      | 21           | не прошёл                           | не прошёл          | не прошёл          | не прошёл          | 21    |
| Женщины      | Кармен Раниглер   | 43,01        | 43,92        | 1:26,93      | 25           | не прошла                           | не прошла          | не прошла          | не прошла          | 25    |
| Женщины      | Коринна Боккачини | 44,49        | 44,39        | 1:28,88      | 26           | не прошла                           | не прошла          | не прошла          | не прошла          | 26    |

#### Фристайл
Могул
| Соревнование | Спортсмены     | Квалификация | Квалификация | Финал     | Финал |
| Соревнование | Спортсмены     | Результат    | Место        | Результат | Место |
| ------------ | -------------- | ------------ | ------------ | --------- | ----- |
| Женщины      | Дебора Сканцио | 21,84        | 14           | 22,19     | 10    |

### Санный спорт
Мужчины
| Соревнование | Спортсмены                                  | 1 заезд   | 1 заезд | 2 заезд   | 2 заезд | 3 заезд   | 3 заезд | 4 заезд   | 4 заезд | Итоговый результат | Итоговое место |
| Соревнование | Спортсмены                                  | Результат | Место   | Результат | Место   | Результат | Место   | Результат | Место   | Итоговый результат | Итоговое место |
| ------------ | ------------------------------------------- | --------- | ------- | --------- | ------- | --------- | ------- | --------- | ------- | ------------------ | -------------- |
| Одиночки     | Армин Цоггелер                              | 48,473    | 3       | 48,529    | 3       | 48,914    | 6       | 48,459    | 4       | 3:14,370           | 3              |
| Одиночки     | Давид Майр                                  | 48,978    | 19      | 48,989    | 17      | 49,387    | 21      | 48,845    | 18      | 3:16,199           | 17             |
| Одиночки     | Райнхольд Райнер                            | 48,846    | 14      | 49,065    | 19      | 49,416    | 22      | 49,007    | 21      | 3:16,334           | 21             |
| Двойки       | Патрик Грубер, Кристиан Оберштольц          | 41,527    | 3       | 41,585    | 4       |           |         |           |         | 1:23,112           | 4              |
| Двойки       | Освальд Хазельридер, Герхард Планкенштайнер | 41,789    | 9       | 41,860    | 9       |           |         |           |         | 1:23,649           | 9              |

Женщины
| Соревнование | Спортсмены       | 1 заезд   | 1 заезд | 2 заезд   | 2 заезд | 3 заезд   | 3 заезд | 4 заезд   | 4 заезд | Итоговый результат | Итоговое место |
| Соревнование | Спортсмены       | Результат | Место   | Результат | Место   | Результат | Место   | Результат | Место   | Итоговый результат | Итоговое место |
| ------------ | ---------------- | --------- | ------- | --------- | ------- | --------- | ------- | --------- | ------- | ------------------ | -------------- |
| Одиночки     | Сандра Гаспарини | 42,339    | 20      | 42,161    | 17      | 42,881    | 26      | 42,621    | 23      | 2:50,002           | 20             |